# Antica diocesi di Worcester
La diocesi di Worcester  (in latino: Dioecesis Wigorniensis) è una sede soppressa della Chiesa cattolica, poi divenuta una sede della Chiesa anglicana.

## Territorio
La diocesi comprendeva parte dell'antico regno di Mercia; si estendeva sulla contea di Worcester e su parte del Warwickshire. Era costituita da una sola arcidiaconia, per un totale di circa 240 parrocchie.
Sede vescovile era la città di Worcester, dove si trova la cattedrale della Beata Vergine Maria.

## Storia
La diocesi fu eretta nel 680 circa nel regno di Mercia ricavandone il territorio dalla diocesi di Lichfield (in seguito denominata diocesi di Coventry e Lichfield). Originariamente la diocesi si estendeva sul regno di Hwicce e i suoi primi vescovi portarono il titolo di Episcopi Hwicciorum.
Nel 1541 cedette una porzione di territorio a vantaggio dell'erezione della diocesi di Gloucester.
L'ultimo vescovo in comunione con la sede di Roma, Richard Pates, fu deposto dalla regina Elisabetta nel 1559 e morì lo stesso anno in esilio sul continente.

## Cronotassi dei vescovi
- Tatfrid † (vescovo eletto)

- Bosel † (680 - 691 dimesso)
- Oftfor † (691 - circa 692 deceduto)
- Sant'Egwin di Evesham † (692 - 30 dicembre 717 deceduto)
- Wilfrid † (717 succeduto - 743 deceduto)
- Milred † (743 - 775 deceduto)
- Waermund † (775 - 778 deceduto)
- Tilhere † (778 - 781 deceduto)
- Haethored † (781 - 798 deceduto)
- Deneberht † (798 - 822 deceduto)
- Heahberht † (822 consacrato - 848 deceduto)
- Alwin † (848 - 872 deceduto)
- Werferth † (9 giugno 873 consacrato - 915 deceduto)
- Ethelhun † (915 - 922 deceduto)
- Wilfrith † (922 - 929 deceduto)
- Koenwald † (929 - 957 deceduto)
- San Dunstan † (958 consacrato - 958 nominato vescovo di Londra)
- Sant'Oswald, O.S.B. † (960 - 972 nominato arcivescovo di York)
  - Sant'Oswald, O.S.B. † (972 - 29 febbraio 993 deceduto) (amministratore apostolico)
  - Ealdwulf † (993 - 6 maggio 1002 deceduto) (amministratore apostolico)[2]
- Wulfstan † (1003 - 1016 dimesso)
- Leofsige † (1016 - 19 agosto 1033 deceduto)
- Beorhtheah † (1033 - 20 dicembre 1038 deceduto)
- Lyfing † (1038 - 23 marzo 1046 deceduto)[3]
- Ealdred † (1046 - 25 dicembre 1060 nominato arcivescovo di York)
- San Wulfstan † (8 settembre 1062 - 18 gennaio 1096 deceduto)[4]
- Samson † (15 giugno 1096 consacrato - 5 maggio 1112 deceduto)
- Theulf † (27 giugno 1115 - 20 ottobre 1123 deceduto)
- Simon † (24 maggio 1125 - 20 marzo 1150 deceduto)
- John de Pageham † (4 marzo 1151 - 31 marzo 1157 deceduto)
- Alured † (27 marzo 1158 - 27 marzo 1160 deceduto)
- Roger of Worcester † (23 agosto 1164 consacrato - 9 agosto 1179 deceduto)
- Baldwin di Exeter † (10 agosto 1180 - 10 dicembre 1184 nominato arcivescovo di Canterbury)
- William of Northall † (21 settembre 1186 consacrato - 3 maggio 1190 deceduto)
- Robert FitzRalph † (5 maggio 1191 - 14 luglio 1193 deceduto)
- Henry de Sully † (12 dicembre 1193 - 24 ottobre 1195 deceduto)
- John of Coutances † (20 ottobre 1196 - 24 settembre 1198 deceduto)
- Mauger of Worcester † (4 giugno 1200 consacrato - 1º luglio 1212 deceduto)
- Walter de Gray † (5 ottobre 1214 consacrato - 27 marzo 1216 nominato arcivescovo di York)
- Sylvester of Worcester † (3 luglio 1216 consacrato - 16 luglio 1218 deceduto)
- William de Blois † (7 ottobre 1218 consacrato - 18 agosto 1236 deceduto)
- Walter de Cantilupe † (3 maggio 1237 consacrato - 12 febbraio 1266 deceduto)
- Nicholas of Ely † (26 settembre 1266 - 2 marzo 1268 nominato vescovo di Winchester)
- Godfrey Giffard † (23 settembre 1268 consacrato - 26 gennaio 1302 deceduto)
- William Gainsborough, O.F.M. † (29 ottobre 1302 - 17 settembre 1307 deceduto)
- Walter Reynolds † (2 febbraio 1308 - 1º ottobre 1313 nominato arcivescovo di Canterbury)
- Walter Maidstone † (1º ottobre 1313 - 28 marzo 1317 deceduto)
- Thomas Cobham † (31 marzo 1317 - 27 agosto 1327 deceduto)
- Adam Orleton † (28 settembre 1327 - 1º dicembre 1333 nominato vescovo di Winchester)
- Simon Montacute † (11 dicembre 1333 - 14 marzo 1337 nominato vescovo di Ely)
- Thomas Hemenhale † (14 marzo 1337 - 21 dicembre 1338 deceduto)
- Wulstan Bransford † (21 marzo 1339 - 6 agosto 1349 deceduto)
- John Thoresby † (4 settembre 1349 - 22 ottobre 1352 nominato arcivescovo di York)
- Reginald Brian † (22 ottobre 1352 - 10 dicembre 1361 deceduto)
- John Barnet † (10 gennaio 1362 - 24 novembre 1363 nominato vescovo di Bath e Wells)
- William Whittlesey † (6 marzo 1364 - 11 ottobre 1368 nominato arcivescovo di Canterbury)
- William Lenn † (11 ottobre 1368 - 18 novembre 1373 deceduto)
- Henry Wakefield † (12 settembre 1375 - 11 marzo 1395 deceduto)
- Robert Tideman of Winchcombe † (15 giugno 1395 - 10 giugno 1401 deceduto)
- Richard Clifford † (23 agosto 1401 - 27 giugno 1407 nominato vescovo di Londra)
- Thomas Peverel † (4 luglio 1407 - 2 marzo 1419 deceduto)
- Philip Morgan † (19 giugno 1419 - 27 febbraio 1426 nominato vescovo di Ely)
- Thomas Poulton † (27 febbraio 1426 - 23 agosto 1433 deceduto)
- Thomas Bourchier † (24 settembre 1433 - 20 dicembre 1443 nominato vescovo di Ely)
- John Carpenter † (20 dicembre 1443 - 1476 dimesso)
- John Alcock † (15 luglio 1476 - 6 ottobre 1486 nominato vescovo di Ely)
- Robert Morton † (6 ottobre 1486 - maggio 1497 deceduto)
- Giovanni de' Gigli † (30 agosto 1497 - 25 agosto 1498 deceduto)
- Silvestro de' Gigli † (24 dicembre 1498 - 16 aprile 1521 deceduto)
  - Giulio de' Medici † (7 giugno 1521 - 26 settembre 1522 dimesso) (amministratore apostolico)
- Girolamo Ghinucci † (26 settembre 1522 - 6 luglio 1541 deceduto)[5]
- Richard Pates † (8 luglio 1541 - 1559 deceduto)